# Remo nos Jogos Olímpicos de Verão de 2008 - Oito com masculino
As competições da classe oito com masculino (barcos com oito tripulantes e um timoneiro) do remo nos Jogos Olímpicos de Verão de 2008 foram realizadas entre os dias 10 e 17 de agosto. Os eventos foram disputados no Parque Olímpico Shunyi.

## Medalhistas
|  | CAN Canadá |  | GBR Grã-Bretanha |  | USA Estados Unidos |
|  | Kevin Light Ben Rutledge Andrew Byrnes Jake Wetzel Malcolm Howard Dominic Sieterle Adam Kreek Kyle Hamilton Brian Price |  | Alex Partridge Tom Stallard Tom Lucy Richard Egington Josh West Alastair Heathcote Mattew Langridge Colin Smith Acer Nethercott |  | Beau Hoopman Matt Schnobrich Micah Boyd Wyatt Allen Dan Walsh Steven Coppola Josh Inman Bryan Volpenheim Marcus McElhenney |

## Resultados

### Eliminatórias
Regras de classificação: 1→FA, 2..→R

#### Eliminatória 1
| Pos. | Atletas                                                                                              | País              | Tempo   |    |
| ---- | --- | ----------------- | ------- | -- |
| 1    | Light, Rutledge, Byrnes, Wetzel, Howard, Sieterle, Kreek, Hamilton, Price                            | CAN Canadá        | 5:27.69 | FA |
| 2    | Kosiorek, Stawowski, P. Brzeziński, Kruszkowski, Hejmej, M. Brzeziński, Gutorski, Burda, Trojanowski | POL Polônia       | 5:34.95 | R  |
| 3    | Siegelaar, Blink, Klem, Klaassen, Kuiper, Steenman, van Andel, Simon, Wiersum                        | NED Países Baixos | 5:40.43 | R  |
| 4    | Dennis, Loch, Chapman, Laurich, Stevenson, Tomkins, Conrad, Stewart, Rabjohns                        | AUS Austrália     | 6:55.59 | R  |

#### Eliminatória 2
| Pos. | Atletas                                                                                    | País               | Tempo   |    |
| ---- | ------------------------------------------------------------------------------------------ | ------------------ | ------- | -- |
| 1    | Partridge, Stallard, Lucy, Egington, West, Eliminatóriahcote, Langridge, Smith, Nethercott | GBR Grã-Bretanha   | 5:25.89 | FA |
| 2    | Hoopman, Schnobrich, Boyd, Allen, Walsh, Coppola, Inman, Volpenhein, McElhenney            | USA Estados Unidos | 5:29.60 | R  |
| 3    | Qu, J. Wang, Liu, He, Zheng, Zhou, Y. Zhang, X. Wang, D. Zhang                             | CHN China          | 5:35.09 | R  |
| 4    | Eichner, Schmidt, Flach, Naruhn, Urban, Mennigen, Wilke, Penkner, Thiede                   | GER Alemanha       | 5:37.56 | R  |

### Repescagem
Regras de classificação: 1-4→FA, 5..→FB
| Pos. | Atletas                                                                                              | País               | Tempo   |    |
| ---- | --- | ------------------ | ------- | -- |
| 1    | Hoopman, Schnobrich, Boyd, Allen, Walsh, Coppola, Inman, Volpenhein, McElhenney                      | USA Estados Unidos | 5:38.95 | FA |
| 2    | Siegelaar, Blink, Klem, Klaassen, Kuiper, Steenman, van Andel, Simon, Wiersum                        | NED Países Baixos  | 5:40.31 | FA |
| 3    | Dennis, Loch, Chapman, Laurich, Stevenson, Tomkins, Conrad, Stewart, Rabjohns                        | AUS Austrália      | 5:42.62 | FA |
| 4    | Kosiorek, Stawowski, P. Brzeziński, Kruszkowski, Hejmej, M. Brzeziński, Gutorski, Burda, Trojanowski | POL Polônia        | 5:42.92 | FA |
| 5    | Qu, J. Wang, Liu, He, Zheng, Zhou, Y. Zhang, X. Wang, D. Zhang                                       | CHN China          | 5:42.97 | FB |
| 6    | Eichner, Schmidt, Flach, Naruhn, Urban, Mennigen, Wilke, Penkner, Thiede                             | GER Alemanha       | 5:47.05 | FB |

### Finais

#### Final A
| Pos. | Atletas                                                                                              | País               | Tempo   |
| ---- | --- | ------------------ | ------- |
|      | Light, Rutledge, Byrnes, Wetzel, Howard, Sieterle, Kreek, Hamilton, Price                            | CAN Canadá         | 5:23.89 |
|      | Partridge, Stallard, Lucy, Egington, West, Eliminatóriahcote, Langridge, Smith, Nethercott           | GBR Grã-Bretanha   | 5:25.11 |
|      | Hoopman, Schnobrich, Boyd, Allen, Walsh, Coppola, Inman, Volpenhein, McElhenney                      | USA Estados Unidos | 5:25.34 |
| 4    | Siegelaar, Blink, Klem, Klaassen, Kuiper, Steenman, van Andel, Simon, Wiersum                        | NED Países Baixos  | 5:29.26 |
| 5    | Kosiorek, Stawowski, P. Brzeziński, Kruszkowski, Hejmej, M. Brzeziński, Gutorski, Burda, Trojanowski | POL Polônia        | 5:31.42 |
| 6    | Dennis, Loch, Chapman, Laurich, Stevenson, Tomkins, Conrad, Stewart, Rabjohns                        | AUS Austrália      | 5:35.10 |

#### Final B
| Pos. | Atletas                                                                  | País         | Tempo   |
| ---- | ------------------------------------------------------------------------ | ------------ | ------- |
| 7    | Qu, J. Wang, Liu, He, Zheng, Zhou, Y. Zhang, X. Wang, D. Zhang           | CHN China    | 5:34.59 |
| 8    | Eichner, Schmidt, Flach, Naruhn, Urban, Mennigen, Wilke, Penkner, Thiede | GER Alemanha | 5:36.89 |

Legenda
| Recorde mundial      | Recorde mundial (World record)               |                       | Recorde africano                      | Recorde africano (African) |                                           | Q | Classificado por posição (Qualified) |
| Recorde olímpico     | Recorde olímpico (Olympic record)            | Recorde da América    | Recorde da América (Americas)         | q                          | Classificado por melhor tempo (Qualified) |   |                                      |
| Melhor marca do ano  | Melhor marca do ano (World leading)          | Recorde asiático      | Recorde asiático (Asian)              | DNS                        | Não largou (Did not start)                |   |                                      |
| Recorde nacional     | Recorde nacional (National record)           | Recorde europeu       | Recorde europeu (European)            | DNF                        | Não terminou (Did not finish)             |   |                                      |
| Recorde pessoal      | Recorde pessoal do atleta (Personal best)    | Recorde da Oceania    | Recorde da Oceania (Oceania)          | DSQ / DQ                   | Desclassificado (Disqualified)            |   |                                      |
| Recorde da temporada | Recorde da temporada do atleta (Season best) | Recorde sul-americano | Recorde sul-americano (South America) | NM                         | Sem marca (No mark)                       |   |                                      |

### Remo
| S | Classificado(a) para as semifinais |    |                        | FA | Final A (disputa de medalhas) |  |  | FD | Final D (sem medalhas) |
| Q | Classificado(a) para as quartas    | FB | Final B (sem medalhas) | FE | Final E (sem medalhas)        |  |  |    |                        |
| R | Classificado(a) para a repescagem  | FC | Final C (sem medalhas) | FF | Final F (sem medalhas)        |  |  |    |                        |